# Псевдо-Лонгін
Псевдо-Лонгін (дав.-гр. Λογγίνος) — умовне ім'я анонімного грецького письменника I століття, автора трактату з естетики «Про високе» (дав.-гр. Περί ΰψους), який довгий час приписували видатному риторові і неоплатонікові III століття Лонгіну.
З біографії Псевдо-Лонгіна відомо лише, що він був давньогрецьким ритором, якому крім трактату «Про високе» належали ще розвідка про Ксенофонта, два трактати про сполучення слів і твір про використання пафосу в стилі, але ці твори втрачено.
Трактат «Про високе» написано в I столітті близько 40 р. Українською мовою трактат переклав Йосип Кобів.